# Belgische muziekfestivals

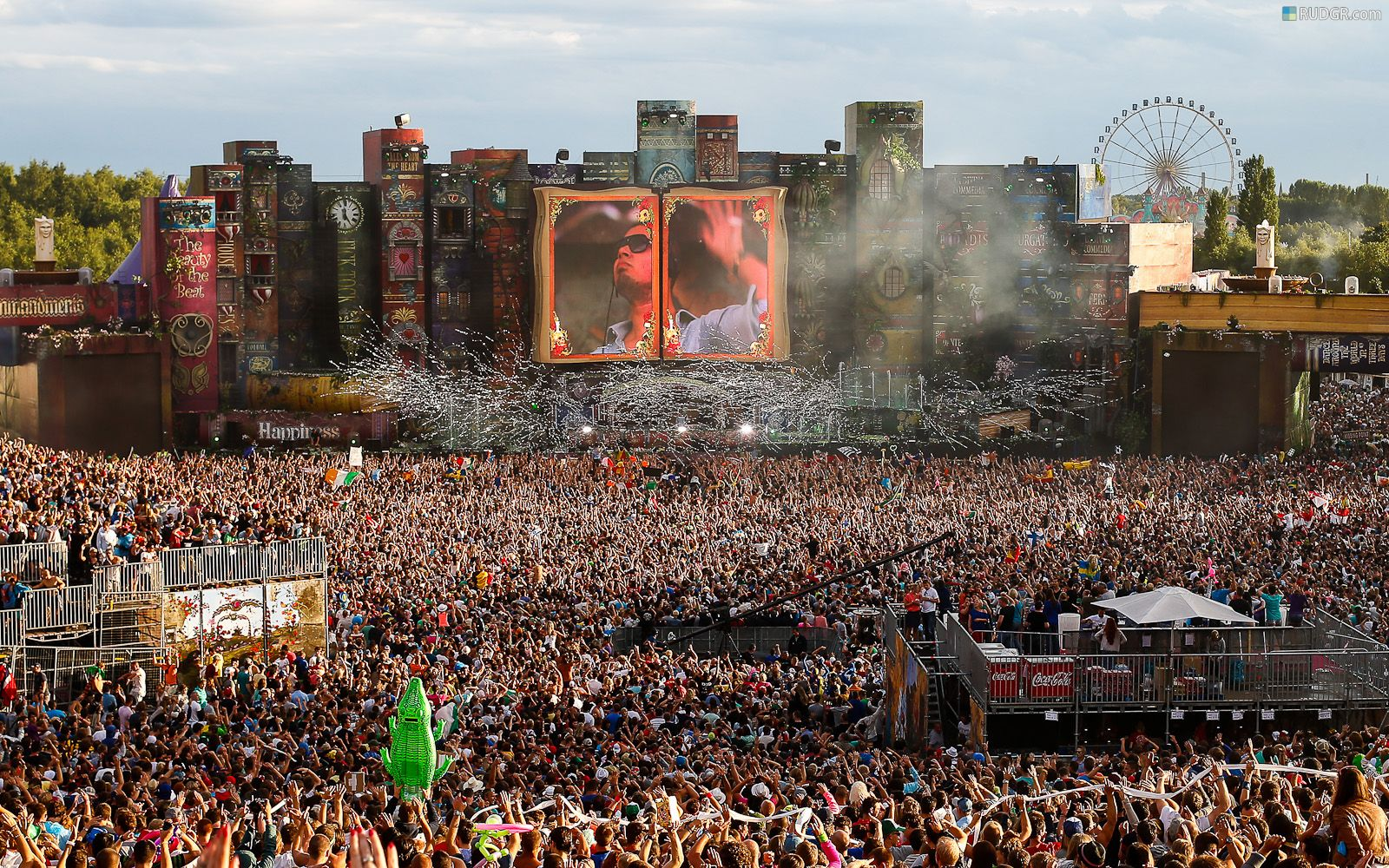
Het publiek en de mainstage van Tomorrowland, dat regelmatig tot beste festival ter wereld wordt verkozen.

Belgische muziekfestivals worden sinds de onafhankelijkheid van het land in 1830 georganiseerd. Aanvankelijk was klassieke muziek het belangrijkste genre. Na de Tweede Wereldoorlog worden dat achtereenvolgens jazz, rock en pop, en elektronische muziek. Ook stads-, niche- en boetiekfestivals weten populariteit te vergaren in België. Onder meer het Festival International du Jazz, Jazz Bilzen en Festival Actuel gelden als gangmakers voor internationaal geprezen festivals als Tomorrowland en Rock Werchter.
Veertien Belgische muziekfestivals hebben anno 2024 een bezoekersaantal dat de 100.000 overschrijdt. De Gentse Feesten is meest bezochte, met ruim 1,7 miljoen bezoekers verspreid over tien dagen. Tomorrowland is het grootste afgesloten en betalende festival, met zo'n 420.000 bezoekers verspreid over zes dagen. Het grootste festival in Franstalig België is Dour Festival met ruim 220.000 bezoekers verspreid over vijf dagen, in Brussel is dat het Brussels Jazz Weekend met zo'n 150.000 bezoekers verspreid over drie dagen.

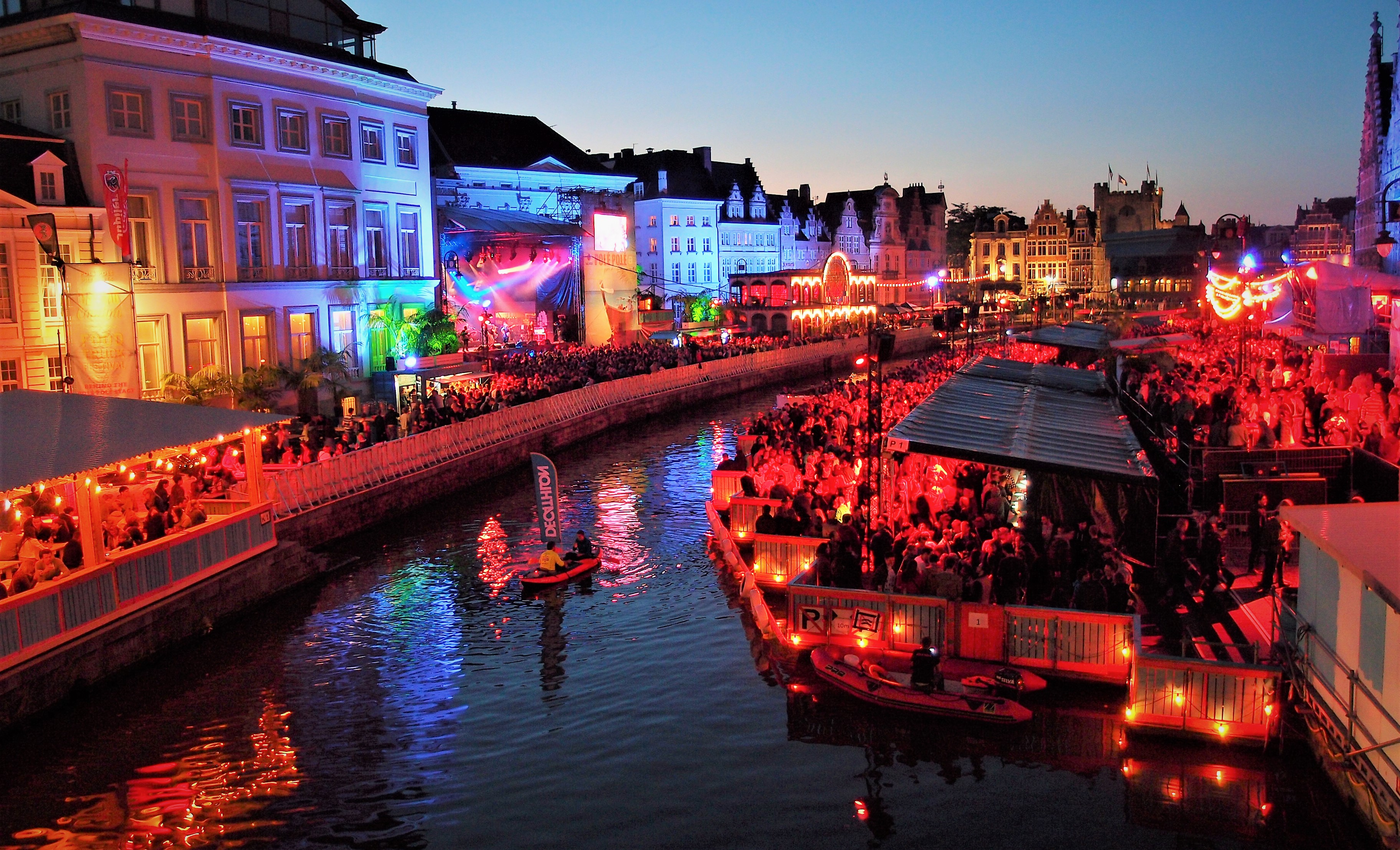
De Gentse Feesten, het langstlopende en meest bezochte festival van België, anno 2015.

| #  | Festival              | Type                             | Aantal bezoekers (2025) | Periode (2025)     |
| -- | --------------------- | -------------------------------- | ----------------------- | ------------------ |
| 1  | Gentse Feesten        | Stadsfestival                    | 1.595.000               | 18-27 juli         |
| 2  | Tomorrowland          | Elektrofestival                  | 400.000                 | 18-20 & 25-27 juli |
| 3  | Rock Werchter         | Rockfestival                     | 360.000                 | 3-6 juli           |
| 4  | Pukkelpop             | Nichefestival (alternatief)      | 248.000                 | 14-17 augustus     |
| 5  | Dour Festival         | Nichefestival (alternatief)      | 226.000                 | 16-20 juli         |
| 6  | Les Ardentes          | Boetiekfestival (elektro & rock) | 245.000                 | 3-6 juli           |
| 7  | Graspop Metal Meeting | Nichefestival (metal)            | 220.000                 | 19-22 juni         |
| 8  | Brussels Jazz Weekend | Jazzfestival                     | 170.000                 | 23-25 mei          |
| 9  | Francofolies de Spa   | Nichefestival (Franstalig)       | 150.000                 | 17-20 juli         |
| 10 | Lokerse Feesten       | Stadsfestival                    | 131.000                 | 1-10 augustus      |
| 11 | Genk on Stage         | Stadsfestival                    | 100.000                 | 27-29 juni         |
| 12 | Suikerrock            | Stadsfestival / Rockfestival     | > 100.000               | 1-3 augustus       |
| 12 | Maanrock              | Stadsfestival / Rockfestival     | > 100.000 (2024)        | 21-24 augustus     |

## Geschiedenis

### Eerste generatie klassieke festivals (vanaf 1830)

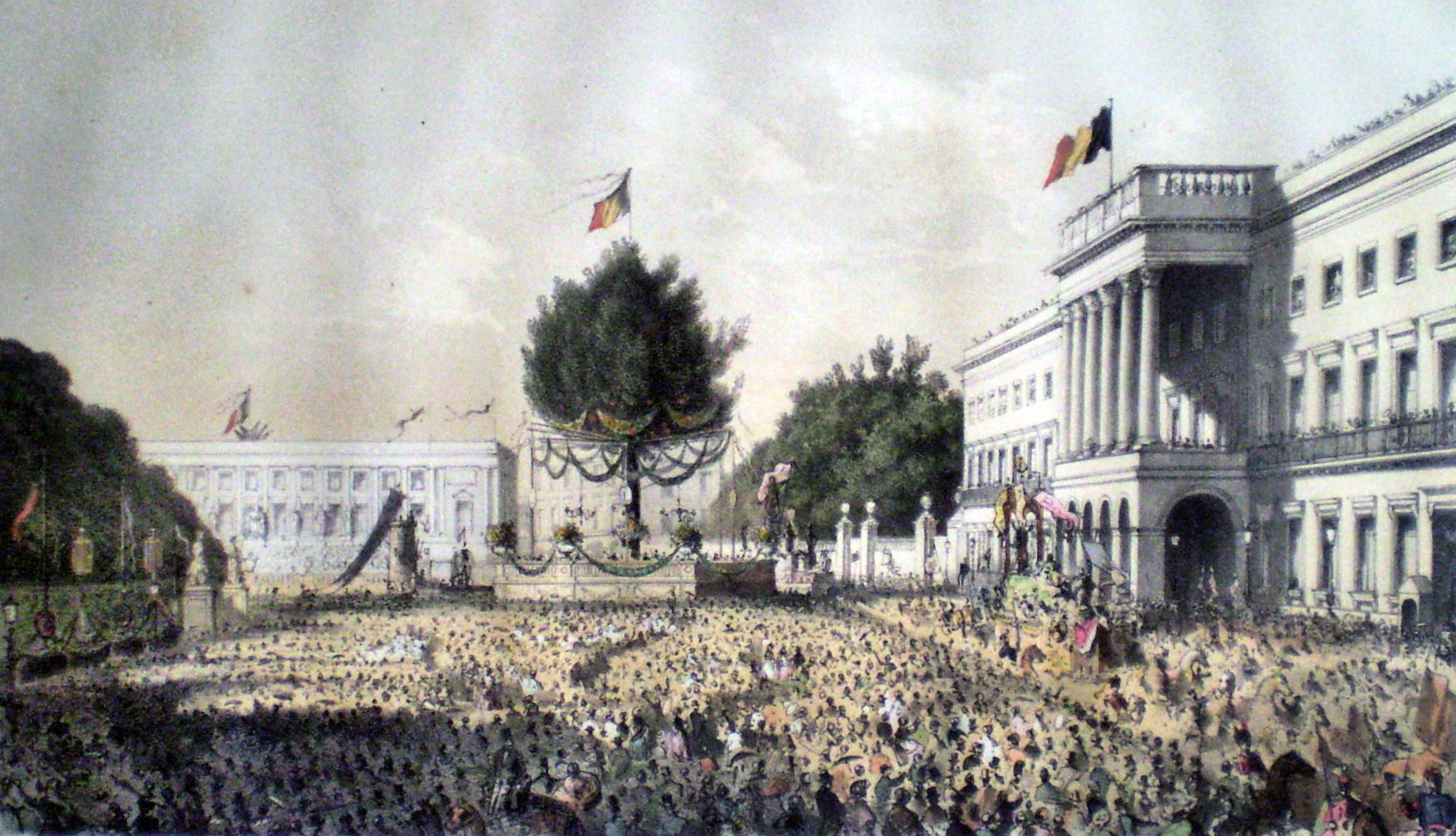
Aquarel van de festiviteiten voor de 25ste verjaardag van de troonsbestijging van Leopold I, waaronder een muziekfestival in Brussel.

Vanaf 1830, de onafhankelijkheid van België, vonden talloze muziekfestivals gericht op klassieke muziek plaats in België. Zo vond in 1856, naar aanleiding van de nationale feestdag, een driedaags muziekfestival plaats in Brussel. Onder leiding van Joseph Fischer en Jean-Valentin Bender voerden zo’n 1.500 zangers en 300 muzikanten een aantal liederen op de Place Saint-Joseph. In 1869 vond het eerste Nationaal Muziekfestival (1869-1883) plaats in Brussel ter inhuldiging van het Zuidstation. Zo'n 1.300 zangers en 150 muzikanten traden er op, waaronder operazangeres Marie Sasse en violist Henri Vieuxtemps. De driedaagse ontving dagelijks zo'n 10.000 bezoekers. Het festival volgde het model van de grote Duitse festivals uit die periode, waaronder Bayreuther Festspiele. De acht edities van het Nationaal Muziekfestival vonden afwisselend plaats in Brussel, Gent, Antwerpen, Luik, Brugge en Bergen. Het Nationaal Muziekfestival had als doel afwisselend georganiseerd te worden door een van de verenigingen behorende tot de in 1867 opgerichte federatie van muziekverenigingen in België. Dit structureerde de vele muziekverenigingen van het land in provinciale verenigingen. Het festival stond onder toezicht van de staat, de provincie en de stad die het organiseerde en de kosten op zich nam. In deze periode ontstonden er spanningen tussen de conservatoria en de amateurmuziekverenigingen. Ze waren het niet eens over de invulling van de festivals. Volgens de amateurs moesten ze een nationaal en populair karakter hebben, waaraan de burgerij en niet enkel de aristocratie kon deelnemen. De conservatoria daarentegen dachten enkel met professionals het voortbestaan van de festivals te kunnen garanderen. Na de editie van 1883 werd besloten het festival stop te zetten. Het was verlieslatend, waardoor de regering besliste niet langer subsidies te geven.
In de twintigste eeuw werden festivals gedemocratiseerd. De opkomst van nieuwe kanalen voor culturele verspreiding zoals de radio en de grammofoonstimuleerde deze trend. Ze leidden ertoe dat een steeds groter aantal mensen in aanraking kwam met muziek. Geleidelijk aan ontstonden bovendien beleidsmaatregelen gericht op de democratisering van cultuur. Deze hadden als doel de arbeidersklasse toegang te geven tot culturele producties, waaronder muziekfestivals, die hun emancipatie konden bevorderen. Verspreid doorheen het land organiseerde men (vaak eenmalige) festivals tijdens de eerste helft van de twintigste eeuw. Voorbeelden zijn de achtste editie van het jaarlijks festival van de International Society for Contemporary Music in Luik in 1930, en een tweedaags festival in de zomer van 1933 in het Kursaal van Oostende. Tussen 1922 en 1931 organiseerde Albert Zimmer meermaals het Festival Ravel, met de focus op muziek van componist Maurice Ravel, in Brussel. Gedurende de Tweede Wereldoorlog vonden verschillende operettefestivals plaats in de Brusselse Koninklijke Muntschouwburg.

#### Jazz vergaart populariteit tijdens het interbellum
Het eerste genre dat de hegemonie van klassieke muziek enigszins kon breken was jazz, tijdens het interbellum. Gedurende de roaring twenties vergaarde het genre populariteit in België, met in 1920 het eerste jazzconcert van de Mitchell’s Jazz Kings in de Brusselse theaterzaal Alhambra. Grootschalige evenementen zoals festivals werden echter nog niet georganiseerd. Tijdens de Tweede Wereldoorlog verbood de bezetter swingdansen, wat tot een tijdelijke stilstand in de evolutie van de jazzmuziek leidde. Na de oorlog zou het genre echter zijn hoogdagen kennen, met onder andere de organisatie van de eerste jazzfestivals.

### Tweede generatie klassieke festivals (vanaf 1945)

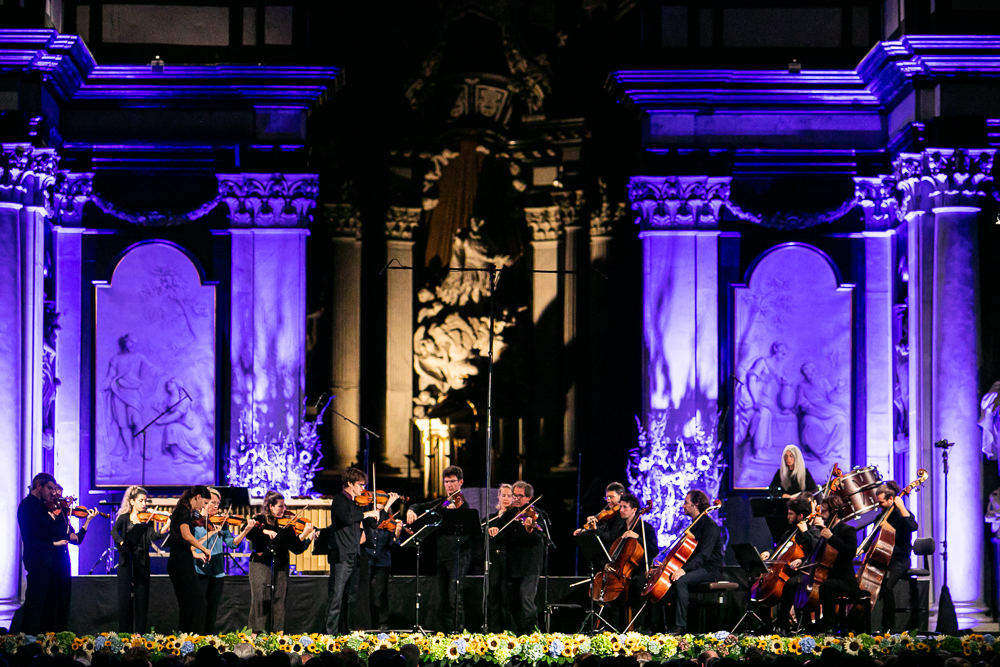
Evelyn Glennie op het Festival van Vlaanderen in 2022, in de Sint-Baafskathedraal in Gent.

De tweede helft van de twintigste eeuw luidde een nieuwe generatie klassieke muziekfestivals in. Hiermee volgde België een fenomeen dat op Europese schaal merkbaar was. De periode kenmerkte zich door het pas ingevoerde beleid van culturele decentralisatie, naast de doelstellingen van democratisering. Dit beleid resulteerde onder meer in de oprichting van meer festivals buiten de hoofdstad. In het zuiden van het land ontstonden festivals in Chimay, Luik, Saint-Hubert en Stavelot, terwijl in het noorden festivals in Antwerpen, Brugge, Gent en Tongeren verschenen. Enkele Vlaamse festivals werden opgericht onder impuls van Jan Briers. Hij organiseerde in 1958, in het kielzog van Expo 58, enkele concerten in Gent. Deze groeiden uit tot het Festival van Vlaanderen (1958–heden). Tegenwoordig brengt het Festival acht klassieke festivals verspreid over Vlaanderen samen. De Waalse tegenhanger kwam ruim een decennium later. Het was Pierre Wigny, de toenmalige minister van Cultuur, die in 1967 opmerkte dat de klassieke muziekfestivals in Wallonië internationale bekendheid misten en teveel los van elkaar stonden. In 1971 werd bijgevolg het Festival de Wallonie (1971-heden) opgericht, dat tegenwoordig zeven festivals in Brussel en Wallonië samenbrengt. In 1993 verscheen ten slotte het OstBelgienFestival (1993-heden) dat een aantal klassieke evenementen in de Oostkantons onder één noemer brengt.
Naast de festivals buiten Brussel, werden ook in de hoofdstad nieuwe initiatieven in gang gestoken. In 1964 vond het eerste grote internationale festival voor hedendaagse klassieke muziek plaats: het tweejaarlijkse Reconnaissance des musiques modernes. De RTB en musicoloog Robert Wangermée organiseerden het festival. De hedendaagse Belgische klassieke muziek kreeg sinds 1967 haar eigen festival, wat ondertussen tot Ars Musica is uitgegroeid.

### Naoorlogse periode gekenmerkt door jazz (vanaf 1945)

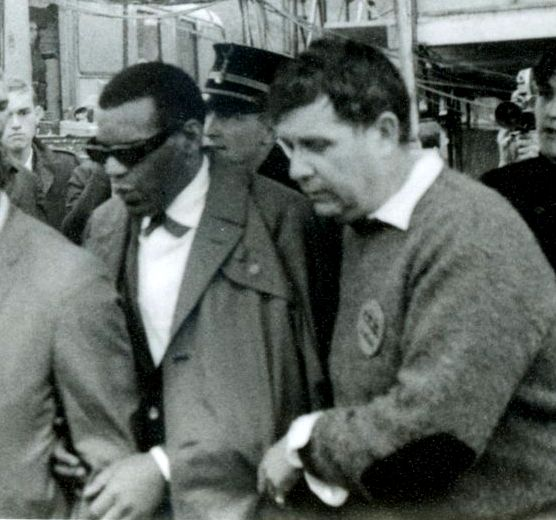
Ray Charles (links) met organisator Joe Napoli op het Festival International du Jazz in Comblain-la-Tour, anno 1964.

In de jaren 1950 bereikte de commerciële openluchtmuziekbeleving uit de Verenigde Staten België. Jazzmuzikanten, vaak Afro-Amerikanen die de segregatiepolitiek ontvluchtten, tilden deze beleving naar een hoger niveau. Joe Napoli organiseerde in 1959 het eerste Europese jazzfestival in het Belgische Comblain-la-Tour, geïnspireerd door het Amerikaanse Newport Jazz Festival. Napoli kreeg hier eerder onderdak toen hij als militair deelnam aan het Ardennenoffensief in 1944. In 1955 keerde hij terug om een benefiet te organiseren voor het dorp. Dit werd uiteindelijk de eerste editie van het Festival International du Jazz (1959-1966) op 2 augustus 1959, waar zo’n 8.000 festivalgangers op afkwamen. De editie van 1960, sindsdien een tweedaagse, telde zo’n 25.000 bezoekers, in 1961 waren het er zo’n 30.000. Dat jaar stak Comblain-la-Tour Newport voorbij als grootste jazzfestival ter wereld. Wereldsterren als Nina Simone, Ray Charles, Petula Clark en John Coltrane passeerden de revue. Het festival wordt gezien als de moeder van de hedendaagse muziekfestivals, maar bezweek in 1966 onder de druk van de rock- en popmuziek.

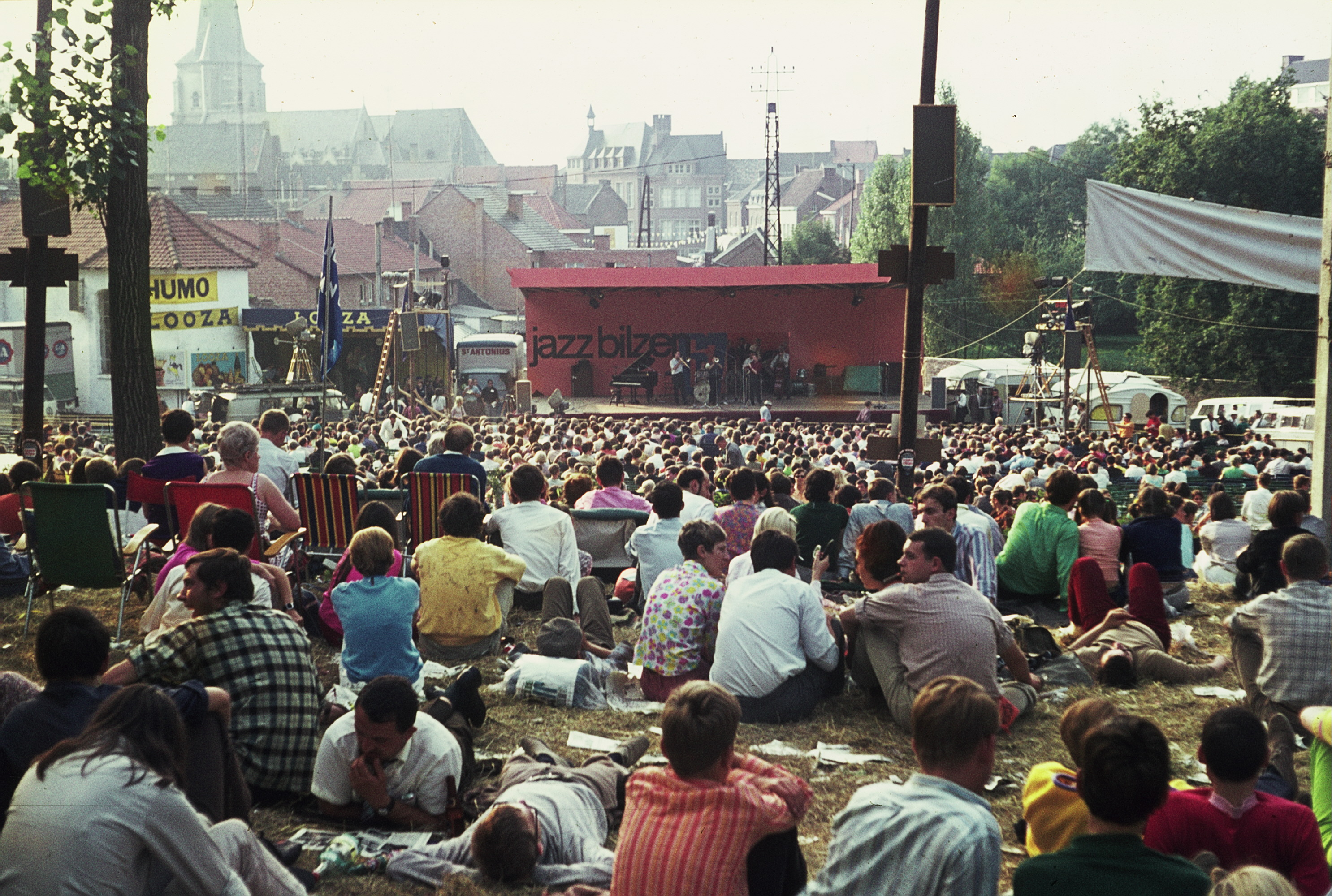
Het publiek op Jazz Bilzen in 1967, met in de achtergrond de Sint-Mauritiuskerk in het centrum van Bilzen.

Jazz Bilzen (1965-1981) nam de vaandel over. Op 5 september 1965 organiseerde de lokale Davidsfondsafdeling van Bilzen de eerste editie. Enkele jaren na die eerste editie programmeerden ze, onder druk van de lokale jeugd en het sponsorende tijdschrift Humo, naast jazz- ook rock-, punk- en popartiesten. Hiermee volgde het festival het voorbeeld van het Amerikaanse Woodstock, het legendarische festival dat in 1969 in Bethel, New York plaatsvond. Bovendien groeide het festival uit tot een driedaagse. Artiesten als Tina Turner, The Clash, AC/DC en Blondie sierden de affiche. Het festival was in de jaren 1970 het grootste van het land. Een samenloop van omstandigheden, onder andere financiële tegenslagen en rellen tijdens de editie van 1978, leidde ertoe dat het festival na een laatste editie in 1981 werd stopgezet. Jazz Middelheim (1969–heden), een ander Belgisch jazzfestival uit dezelfde periode, wist wel te overleven. Recentere jazzfestivals, zoals Gent Jazz (2002–heden) en Brussels Jazz Weekend (1996–heden) wisten eveneens succes te boeken. De combinatie van diverse genres en meerdere festivaldagen maakten van het Festival International du Jazz en Jazz Bilzen twee festivals die voor een blijvende verandering in de festivalcultuur zorgden. De meeste populaire hedendaagse festivals kennen hun oorsprong eveneens bij lokale initiatieven. De opkomst van deze nieuwe generatie festivals was tekenend voor de tijdgeest van de jaren 1960. Ze waren toegankelijker dan de klassieke festivals, en bovendien leidde de toegenomen welvaart ertoe dat babyboomers meer geld en vrije tijd hadden dan eerdere generaties.

### Rock en pop nemen over (vanaf 1969)
Steeds meer festivals vonden plaats, en dat op steeds grotere schaal. Rock- en popmuziek namen stilaan de voortrekkersrol van jazz over. Van 24 tot en met 28 oktober 1969 vond in Amougies het eenmalige Festival Actuel plaats. De Fransmannen Jean-Noël Coghe en Jean Georgakarakos organiseerden deze vijfdaagse. Het was het eerste festival dat jazz en rock succesvol combineerde, nog voor Jazz Bilzen. Het wordt vaak het Europese Woodstock genoemd. Zo’n 100.000 festivalgangers bezochten het festival, waar rockartiesten als Pink Floyd, Ten Years After, Yes en Frank Zappa samen met jazzartiesten als Pharoah Sanders, Don Cherry en Captain Beefheart op het podium stonden. Dat jaar, op 21 juni 1969, vond bovendien in de Arenahal in Deurne het eenmalige First International Pop Event plaats. Dit was het eerste Belgische (indoor)festival met uitsluitend pop- en rockmuziek. Artiesten als Fleetwood Mac, Colosseum, The Nice en The Pebbles traden er op voor een kleine 7.000 toeschouwers.

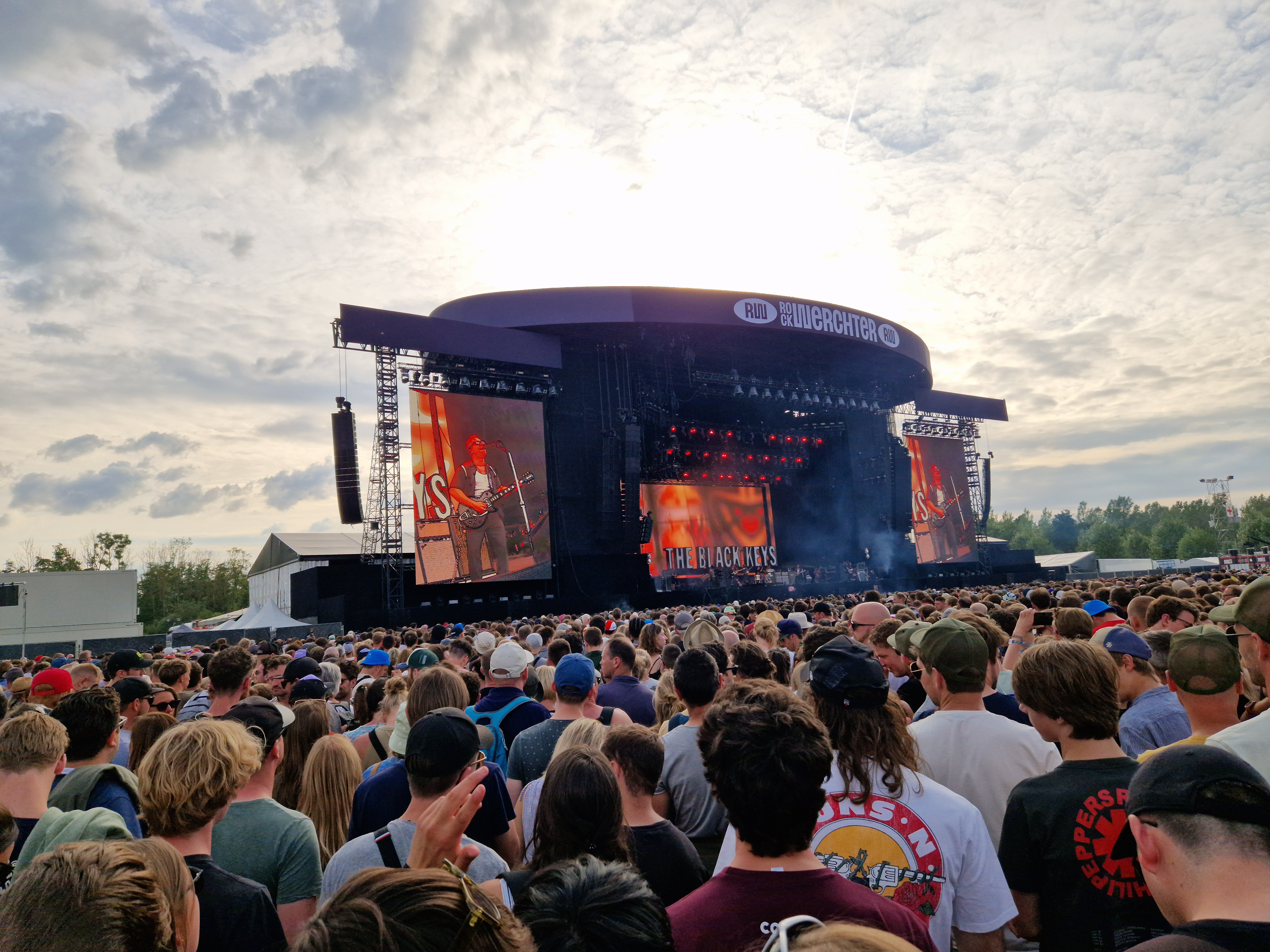
De mainstage van Rock Werchter in 2023, met daarop The Black Keys.

De succesvolle formule van een groot festival in een kleine stad leidde ertoe dat ook andere lokale verenigingen deze toepasten. Op 12 en 13 juli 1975 opende Rock & Blues Festival Werchter, opgericht door een lokale Chirogroep, voor het eerst haar deuren. Herman Schueremans, Hedwig De Meyer en Noël Steen gelden als de drie pioniers van het festival. In 1977 groeide het uit tot een dubbelfestival met het nieuwe Woodland Festival Torhout. Beide festivals hadden dezelfde affiche, zaterdag speelden de artiesten in Torhout en zondag in Werchter. Het was deze strategie die het zowel logistiek als financieel aantrekkelijk maakte voor grote bands om naar België af te zakken. De eerste grote internationale naam die toehapte om op het dubbelfestival te spelen was Talking Heads in 1978. Bovendien was er maar één geluids- en lichtinstallatie nodig, die verhuisd werd. De gastvrijheid bleek daarnaast voor heel wat grote artiesten een reden om in België een stop te maken. Goed eten, bier en wijn en voorschotten die de organisator op tijd betaalde zijn hiervan voorbeelden. Schueremans nodigde bovendien steevast bands uit die op het punt stonden door te breken. Door hun goede ervaringen met het festival zouden ze ook blijven terugkomen na hun doorbraak. Een voorbeeld hiervan is U2, dat in de jaren 1980 drie keer op het festival stond.
Aangezien de organisatoren in 1979 op de verhuurmarkt geen geschikt podium vonden, ontwierp De Meyer, die ingenieur was, zijn eigen podium. Het podium bleek een succes bij internationale artiesten en andere organisatoren. Hierdoor richtte hij in 1985 een apart bedrijf, Stageco, op dat instaat voor de verhuur van het podium. Anno 2022 heeft het bedrijf, dat nog steeds in handen is van De Meyer, een omzet van 47 miljoen euro, en is het de belangrijkste podiumbouwer ter wereld. Door het massale succes werd het dubbelfestival in 1999 samengevoegd tot één groter festival, het driedaagse Rock Werchter (1975–heden). Vanaf 2003 zijn dat er vier, en spin-offs zoals TW Classic (2002–heden) en Werchter Boutique (2008–heden) worden op andere momenten georganiseerd op hetzelfde terrein. Onder andere Dire Straits, The Cure, Lady Gaga, U2, Iggy Pop, Nick Cave, Bob Dylan en Red Hot Chili Peppers passeerden de revue. In de jaren 1980 nam het festival de fakkel over van Jazz Bilzen als meest succesvolle in België.

#### Stadsfestivals

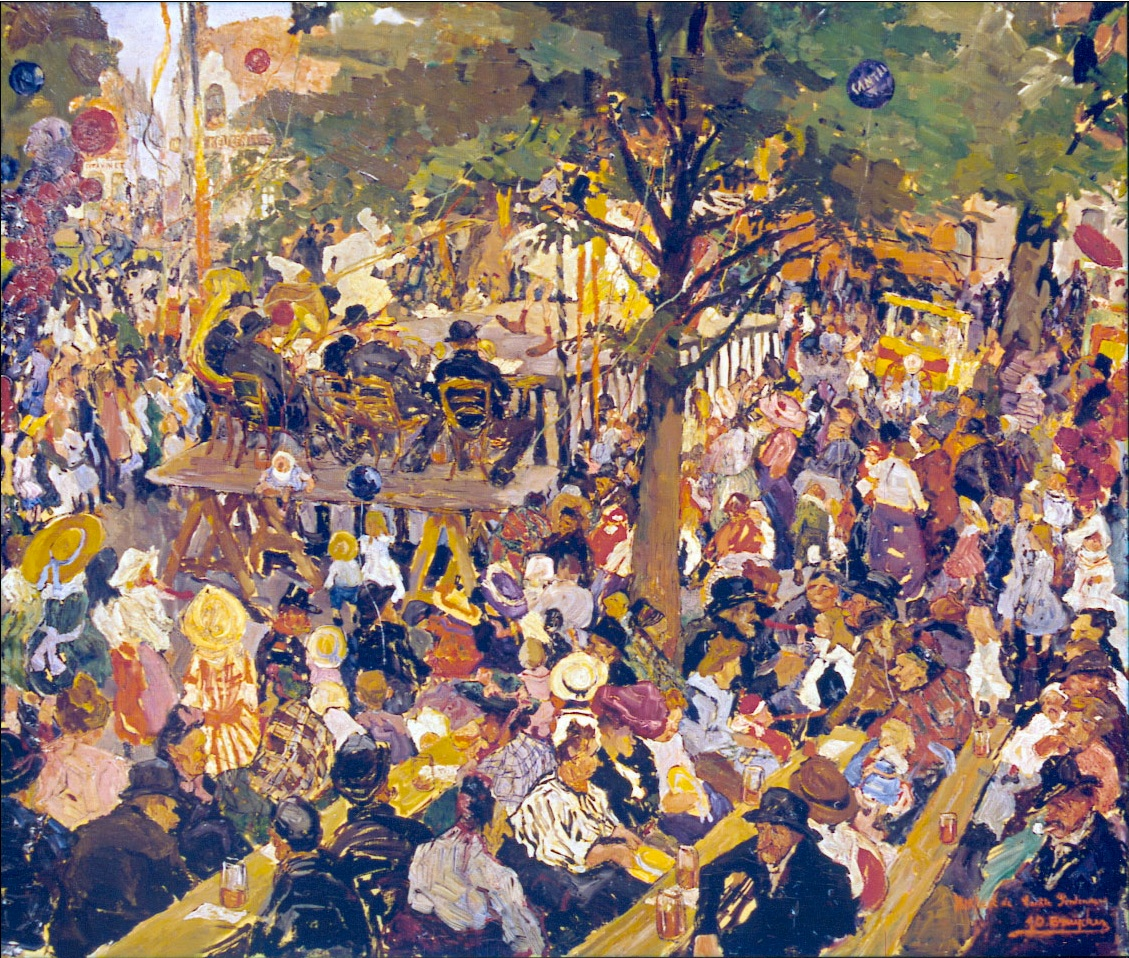
Een werk van Jules De Bruycker dat een beeld geeft van de Gentse Feesten anno 1913.

Datzelfde jaar georganiseerden drie jeugdhuizen uit Lokeren de Lokerse Feesten (1975–heden) voor het eerst als klein vierdaags festival. Het groeide uit tot een typisch stadsfestival, waarvan later ook bijvoorbeeld Marktrock (1982-2015) in Leuven, Suikerrock (1987–heden) in Tienen en Maanrock (1996–heden) in Mechelen populariteit vergaarden. Al veel eerder, in 1843, werd het oudste nog bestaande Belgisch festival opgericht: de Gentse Feesten (1843–heden). Toen besliste het stadsbestuur om alle stadsfeesten samen te brengen onder de noemer van een "Algemeene Kermis", aanvankelijk in Sint-Denijs-Westrem en sinds begin twintigste eeuw in het centrum van Gent. Het evenement bracht de burgerij en het volk samen. Gedurende de twintigste eeuw kregen de Gentse Feesten het moeilijk, onder andere door de twee wereldoorlogen. Vooral na de Tweede Wereldoorlog zorgde de bloeiende economie ervoor dat Gentenaren hun vrije tijd buiten de stad gingen doorbrengen. Eind jaren 1960 wisten kunstenaars Walter De Buck, Wannes Van de Velde en Roland Van Campenhout nieuw leven in het evenement te blazen, geïnspireerd door de hippiecultuur en de Parijse studentenrevolte van mei 1968. Op het plein voor de Sint-Jacobskerk plaatsten ze een podium waar ze concerten organiseerden, en hiermee werden de moderne Gentse Feesten geboren. Later kreeg cultuur in de bredere zin een plaats op het festival, met onder andere theater en comedy toegevoegd aan de affiche. Tegenwoordig is het tiendaagse festival met ruim anderhalf miljoen bezoekers ruimschoots het meest bezochte van België, en wordt het bovendien het grootste stadsfestival van Europa genoemd.

### Opkomst van nichefestivals (vanaf eind jaren 1970)

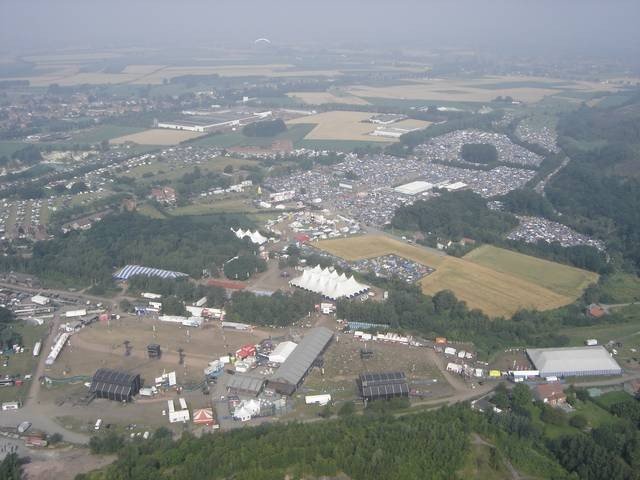
Luchtbeeld van het festivalterrein van Dour Festival in 2007.

Vanaf eind jaren 1970, en vooral vanaf de jaren 1980, was er een toename, diversificatie en professionalisering van de Belgische muziekfestivals. Een samenspel van socio-economische factoren leidden hiertoe, waaronder de stijging van de levensstandaard en de toename van tijd en uitgaven voor vrijetijdsbesteding. Ook het groeiende besef bij lokale overheden dat festivals veel voordelen boden, zorgde voor een stimulans. Naast een bijdrage aan de economische ontwikkeling van een regio, boden ze ook indirecte voordelen, zoals het promoten van erfgoed, toerisme en de lokale economie. Ook de ontwikkeling van transportmiddelen stelde potentiële bezoekers in staat om zich makkelijker en verder te kunnen verplaatsen naar festivals. Dit alles leidde tot de oprichting van steeds meer succesvolle nichefestivals, zoals de Antilliaanse Feesten (1983–heden) met de focus op Caraïbische muziek. Ook Reggae Geel (1978–heden) met reggae, het Seaside Festival (1981-1986) met alternatieve muziek en Blues Peer (1985–heden) met blues zijn voorbeelden uit dezelfde periode. Het Heavy Sound Festival (1983-1985) werd het eerste metalfestival op het Europese vasteland. In 1984 wist het festival Metallica te overtuigen om hun allereerste Europese openluchtconcert te spelen. Dit was de eerste keer dat een aanzienlijk aantal buitenlandse bezoekers opdaagde voor een Belgisch festival. Hoewel het festival in 1985 ophield te bestaan, nam Graspop (1986–heden) al snel de fakkel over. Op 9 augustus 1986 vond de eerste editie plaats, georganiseerd door een lokaal jeugdhuis, met lokale artiesten. Al na enkele edities werd metal het voornaamste genre op het festival. In 1996 ging het festival de samenwerking aan met een ander metalfestival uit Vosselaar, en doopte het festival zichzelf om tot Graspop Metal Meeting. Het festival groeide gestaag uit tot een van de grootste Belgische festivals, met namen als Ramones, Iron Maiden, Guns N' Roses en Alice Cooper op de affiche. Typisch voor België waren de nichefestivals die zich focusten op folkmuziek, met het Folkfestival Dranouter (1975–heden) en Sfinks Folk (1976–heden) als grootste namen. Een lokaal café organiseerde Folkfestival Dranouter, dat uitgroeide tot een meerdaags festival. Gedurende de jaren 1990 verlegde het festival haar focus naar een meer divers scala aan genres, wat leidde tot passages van onder andere Lou Reed, Nick Cave, Sinead O'Connor en Emmylou Harris. Uiteindelijk werd in 2010 “folk” uit de naam van het festival geschrapt. Ook Sfinks veranderde van visie en naam, en als Sfinks Mixed ging het de geschiedenis in als het eerste Belgische festival dat zich focuste op wereldmuziek. Het wordt ook wel de “moeder van de wereldmuziekfestivals” genoemd. Het groeide uit tot een vierdaagse, en kreeg met Sfinks Mundial (2004–heden) een eendaagse spin-off die de start van het festivalseizoen begin mei inluidt.
Enkele nichefestivals uit de jaren 1980 en 1990 wisten bijna de populariteit van Rock Werchter te evenaren. Ten eerste was er Pukkelpop (1985–heden), een progressief festival gericht op alternatieve pop. De Humanistische Jongeren uit Leopoldsburg onder leiding van Chokri Mahassine richtten het festival op, waarvan de eerste editie op 21 juli 1985 plaatsvond. Artiesten als Nirvana, Iggy Pop, Dua Lipa, Billie Eilish en The Weeknd traden er op. Daarnaast verscheen ook Dour Festival (1989–heden), opgericht door onder andere Carlo Di Antonio als een festival voor amateurbands, en als Waalse tegenhanger van Pukkelpop. Alternatieve muziekstijlen zoals hiphop, electro, techno, rock, reggae en drum-'n-bass vormden het grootste deel van het programma. In Spa werd in 1994 de eerste editie van Francofolies de Spa (1994–heden) georganiseerd. Dit festival, geïnspireerd door het Franse Francofolies, richtte zich uitsluitend op de Franstalige muziek. Zanger Pierre Rapsat was een van de grondleggers van het evenement. Al bij de eerste editie trad Indochine op, waarna Johnny Hallyday in 1996 zorgde voor de eerste uitverkochte editie.

#### Festival breiden uit

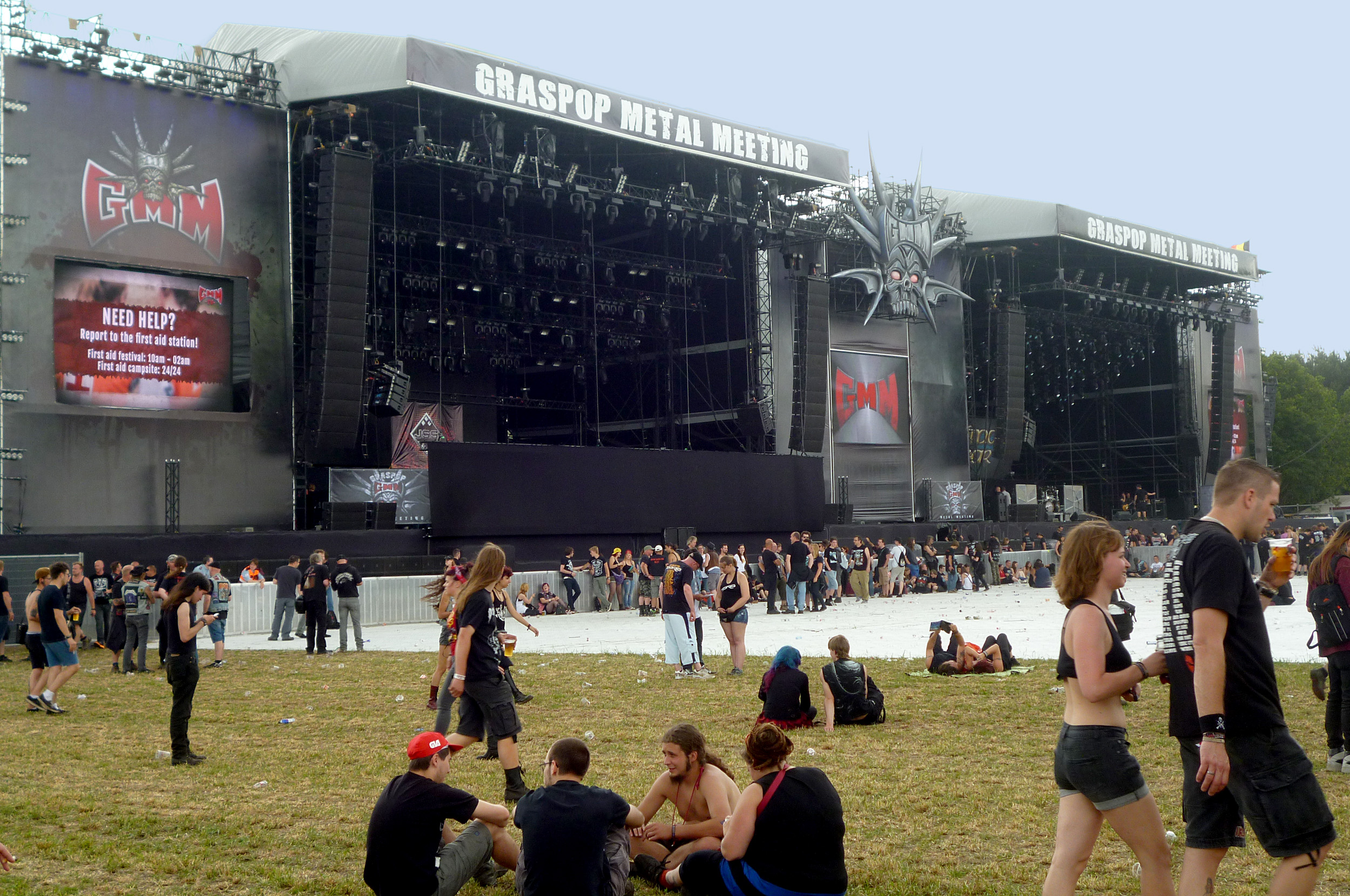
De twee mainstages van Graspop Metal Meeting, die afwisselend worden gebruikt, in 2014.

In de jaren 1990 breidden festivals uit, zowel in omvang als in duur. Er verschenen meerdere podia op het festivalterrein, en de festivals duurden meerdere dagen. Zo kreeg Pukkelpop in 1993 een tweede podium, en in 2004 al zijn achtste, en werd het in 1995 een tweedaagse. Dat jaar kreeg ook Rock Werchter een extra podium, ondertussen heeft het er vier, en een jaar later duurde ook dit evenement twee dagen. In 1985 weerklonk op het festival voor het eerst elektronische muziek van Depeche Mode, in 1990 volgde hiphop van De La Soul en in 1993 metal van Metallica. Graspop beschikt over vijf podia, waaronder sinds 2014 twee mainstages die vlak naast elkaar staan, waardoor artiesten elkaar sneller kunnen opvolgen. Tomorrowland telt zestien verschillende podia.
Veel Belgische festivals hadden in de jaren 1980 en ‘90 meer interesse in internationale artiesten dan in die van eigen bodem. Hierdoor werd er weliswaar veel internationaal talent ontdekt op Belgische podia, waaronder Procol Harum op Jazz Bilzen, U2 op Rock Werchter, Coldplay, Amy Winehouse en Nirvana op Pukkelpop, Metallica en Slayer op het Heavy Sounds Festival, Daft Punk op I Love Techno en Youssou N'Dour en Ali Farka Touré op Sfinks. Pas in de jaren 2000 werden Belgische artiesten opnieuw meer gevraagd voor festivals, en werd bijvoorbeeld Angèle ontdekt op Dour.

#### Internationale festivals in België

##### Eurovisiesongfestival

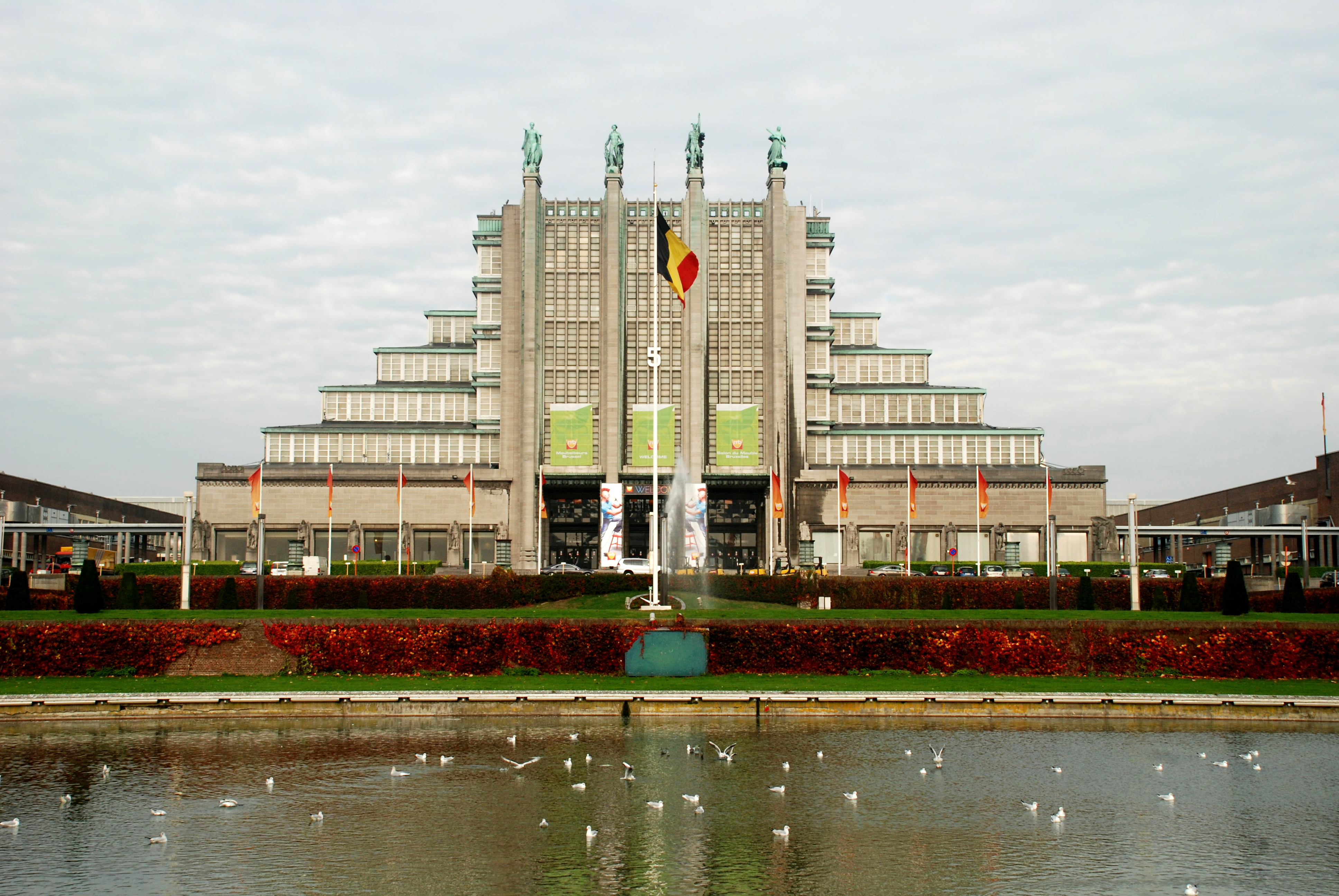
Het Eeuwfeestpaleis in Brussel, waar in 1987 de enige Belgische editie van het Eurovisiesongfestival plaatsvindt.

In 1986 won België voor de eerste en enige keer het Eurovisiesongfestival, met J'aime la vie van Sandra Kim. De traditie wil dat het winnende land het jaar erna het festival organiseert. Hier kwam België voor een probleem te staan: de verdeeldheid tussen Vlaanderen en Wallonië. De Vlaamse Gemeenschap en de Franse Gemeenschap hadden elk hun eigen omroeporganisaties, respectievelijk de BRT en de RTBF. Bij de eerste editie van het festival, in 1956, werd afgesproken dat indien België zou winnen, de wedstrijd het daaropvolgende jaar een coproductie zou zijn tussen de twee omroepen. Op dat moment behoorden beide omroepen nog tot hetzelfde regeringsorgaan. Echter, in de dertig jaar die verstreken, werden de twee omroepen ondergebracht in de gemeenschappen. Eind jaren 1960 kregen de eerste staatshervormingen vorm, die leidden tot de oprichting van een federale staat. De Belgische Grondwet werd herschreven, en het principe van culturele autonomie werd ingevoerd. Dit leidde in 1970 tot de oprichting van drie culturele gemeenschappen met wetgevende bevoegdheden op cultureel vlak. Het cultuurbeleid, dat men aanvankelijk op nationaal niveau beheerde, versnipperde waardoor elk taalregime zijn eigen minister voor culturele zaken kreeg.
De meningsverschillen tussen beide omroeporganisaties bleken te groot, zo was de Vlaamse omroeporganisatie BRT het niet eens met Brussel als gaststad, waarop ze zich terugtrok uit de organisatie. Een kandidaat kiezen voor het festival deed ze wel: Liliane Saint-Pierre met Soldiers of Love. De tweeëndertigste editie van het Eurovisiesongfestival, georganiseerd door de RTBF, werd uiteindelijk gehouden op 9 mei 1987 in het Eeuwfeestpaleis op het Heizelplateau. Het festival gold als de grootste televisieshow ooit gemaakt in België, en internationaal keken zo'n half miljard mensen naar de live-uitzending.

##### Woodstock '99
Aan het einde van het millennium, in 1999, vierde Woodstock haar dertigste verjaardag. Het idee ontstond om gelijktijdig in de Verenigde Staten en Europa Woodstock '99 te laten plaatsvinden, zoals eerder al met Live Aid in 1985 was gebeurd. De organisatoren, waaronder Michael Lang die eerder het originele festival organiseerde, lieten hun oog vallen op de Oostkantons, en namen in 1996 contact op met de Duitstalige Gemeenschap. Ze kozen een gebied tussen Bütgenbach en Büllingen uit, vlak bij het militaire oefenterrein van Elsenborn. Ook het Circuit de Spa-Francorchamps behoorde tot de mogelijkheden. De verwachtingen qua bezoekersaantallen lagen rond de 250.000 bezoekers. De toenmalige minister-president van de Duitstalige Gemeenschap Joseph Maraite en secretaris-generaal Carl Hellebrandt zetten zich mee achter het project, evenals de burgemeesters van de betrokken gemeenten Gerhard Palm en Walter Reuter. De kritiek van natuurbeschermers, bewoners en boeren van wie hun land voor het festival gebruikt zou worden, leidde er uiteindelijk toe dat men in december 1997 beslist het project af te blazen. 

### Megafestivals met elektronische muziek (vanaf jaren 2000)

Het publiek en de mainstage van Tomorrowland in 2024, in De Schorre in Boom.

Vanaf de jaren 2000 bood EDM concurrentie aan de pop- en rockmuziek. De sluiting van verschillende danceclubs leidde tot een nieuwe generatie festivals, gericht op een house-, techno- en dancepubliek. Al in de jaren 1990 stond er op Pukkelpop een dancehall, en ook Dour sprong mee op de kar van EDM. Vanaf de jaren 1990, maar vooral vanaf de jaren 2000, werden er festivals georganiseerd die deze genres volledig vertegenwoordigden, met I Love Techno (1995-2014) en Tomorrowland (2005-heden) als boegbeelden. In 1995 organiseerde Peter Decuypere van de Brusselse dancing Fuse I Love Techno voor het eerst, waarna dit uitgroeide tot het grootste dancefestival van Europa. In 2015 verhuisde het festival echter definitief van Gent naar het Franse Montpellier. Tomorrowland, in 2005 opgericht door de broers Manu en Michiel Beers, was bij haar vijfde editie in 2009 voor het eerst volledig uitverkocht. Zo’n 90.000 bezoekers ontdekten het Belgische DJ-duo Dimitri Vegas & Like Mike er voor het eerst. In 2022 speelden zo'n achthonderd artiesten op vijftien podia gedurende drie festivalweekends met in totaal zo’n 600.000 bezoekers. In 2024 was zo'n veertig procent van de bezoekers afkomstig uit het buitenland, de helft van de tickets werd weliswaar voorbehouden voor Belgen. Stageco, het bedrijf dat zijn oorsprong kende op Werchter een kleine vijftig jaar eerder, bouwt de podia overigens deels op.

### Boetiekfestivals winnen aan belangstelling (vanaf jaren 2010)

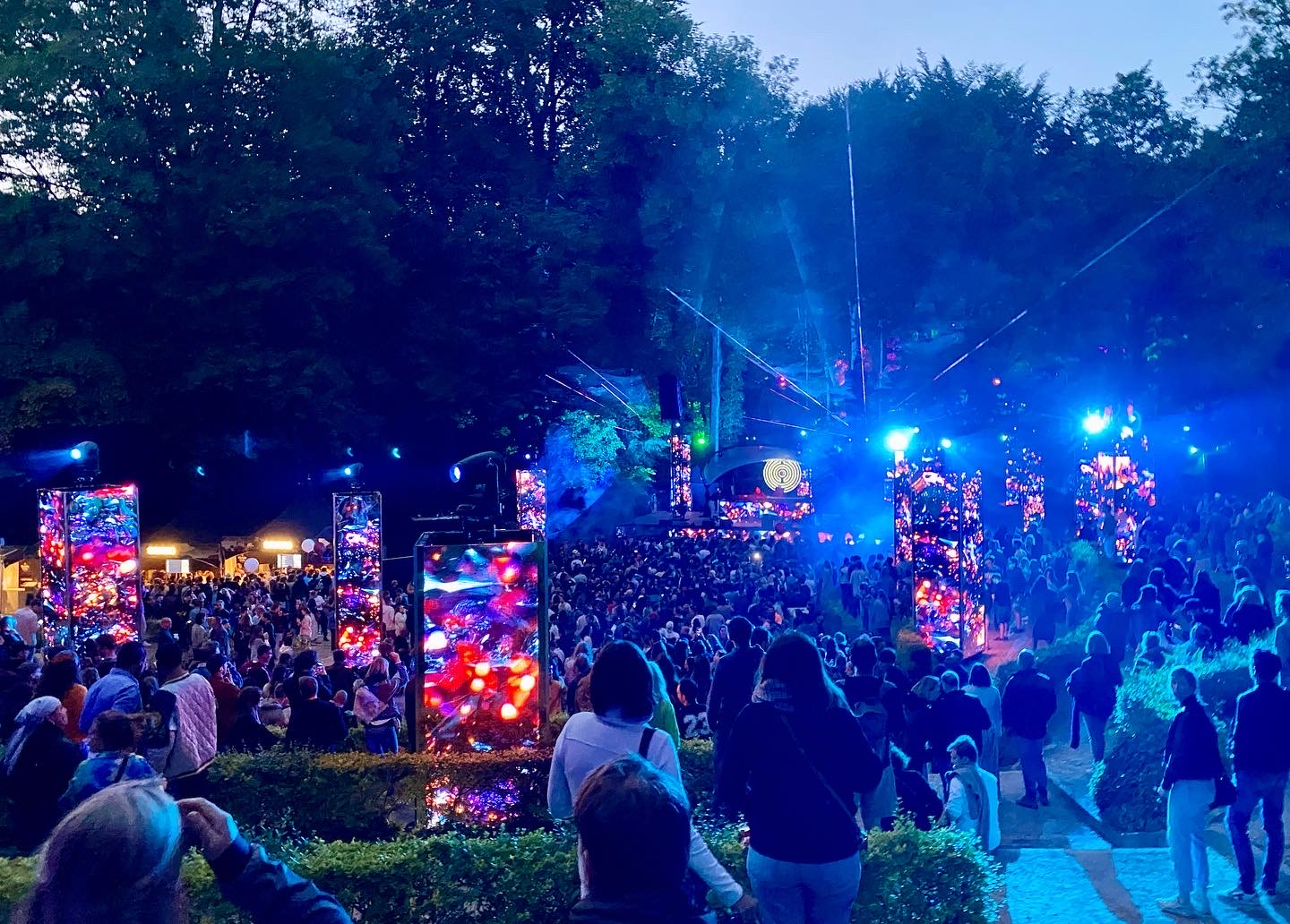
Het CORE Festival in 2022 tijdens een optreden van Dan Snaith.

Halverwege de jaren 2010 wist een nieuw soort festival, het boetiekfestival, haar plaats te veroveren in de Belgische festivalzomer. Zeker vanaf de jaren 2020, waarin de coronapandemie en de Russisch-Oekraïense Oorlog leidden tot allerhande prijsstijgingen, nam de populariteit van de kleinschalige boetiekfestivals toe. Enkele van de eerste festivals van dit type waren WECANDANCE (2013-heden) en Horst Arts and Music (2014-heden). Ook Voodoo Village (2015-heden) en CORE Festival (2022–heden) vallen binnen deze categorie. De organisatie van dat laatste festival ligt trouwens in de handen van zowel Rock Werchter als Tomorrowland. Hoewel de festivals relatief kleinschalig zijn, combineert men er verschillende kunstvormen zoals muziek, kookkunst, mode en architectuur. De nadruk van deze festivals ligt bovendien niet uitsluitend op de muzikale line-up, maar ook op de natuurlijke omgeving, zoals het strand van Zeebrugge bij WECANDANCE en het Ossegempark bij CORE Festival. Ook staan er meer lokale artiesten op de affiche. Oudere festivals, zoals Les Ardentes (2006-heden) langs de oever van de Maas, wisten met succes deze formule te implementeren. 
Paradise City (2015-heden) valt eveneens binnen de categorie van boetiekfestivals. Het festival telde in 2024 zeven podia en 45.000 bezoekers verspreid over drie dagen. Het festival aan het Kasteel de Ribaucourt geldt als een van de duurzaamste festivals ter wereld. Op het festivalterrein bevindt zich een zonnepark van een kleine vierhonderd vierkante meter, en wordt enkel vegetarisch eten aangeboden. Het festival won op de International AGF Awards in 2019 de AGF Water & Sanitation Award, waarna het festival in 2024 de prijs voor meest duurzame festival ter wereld, de International Greener Festival Award, en de Greener Catering Award op haar naam mocht schrijven.

## Duurzaamheid
Paradise City was niet het eerste Belgische festival dat inzette op duurzaamheid. In de jaren 1990 zette men de eerste proefprojecten hierrond op. De OVAM sensibiliseerde in die periode bijvoorbeeld rond zwerfafval. Het hardcorefestival Ieperfest (1992-heden) was sinds haar oprichting in 1992 volledig veganistisch, voornamelijk omwille van het straight edge-doelpubliek. Pas vanaf de jaren 2010 wordt er echt ingezet op duurzaamheid. Het Afro-Latino Festival (1999-heden) werd in 2010 het eerste klimaatneutraal festival van de Benelux, in navolging van het Deense CO2penhagen Festival dat een klein jaar eerder de wereldprimeur had. In 2015 was LaSemo (2008-heden) het eerste festival ter wereld dat het ISO 20121-certificaat voor duurzame evenementen, uitgereikt door de Internationale Organisatie voor Standaardisatie, kreeg. Daarenboven ontving het ook de Green Key, een internationaal keurmerk voor milieuzorg. Het festival wist bovendien als enige in België klimaatnegatief te zijn door bomen te planten in België en Madagaskar. Daarnaast konden toegangstickets voor het festival aangekocht worden met ecocheques. Onder andere Rimpelrock (2002-2013), Pukkelpop en Rock Werchter kregen een Green’n’Clean Award van de Europese festivalvereniging YOUROPE. Pukkelpop vervoert sinds 2015 festivalmateriaal met binnenschepen over het Albertkanaal, tussen de haven van Antwerpen en die van Gent. Het Daydream Festival (2010-2017) had in 2017 als eerste festival een tijdelijk treinstation op het festivalterrein. De NMBS legt ook elke festivalzomer extra (nacht)treinen van en naar de Belgische festivals in. Tomorrowland organiseert sinds 2022 de duurzaamheidsconferentie Love Tomorrow, Sfinks Mixed maakte in 2023 gebruik van de grootste mobiele zonnepaneleninstallatie ter wereld, en Pukkelpop draaide in 2024 voor negentig procent op blauwe diesel.

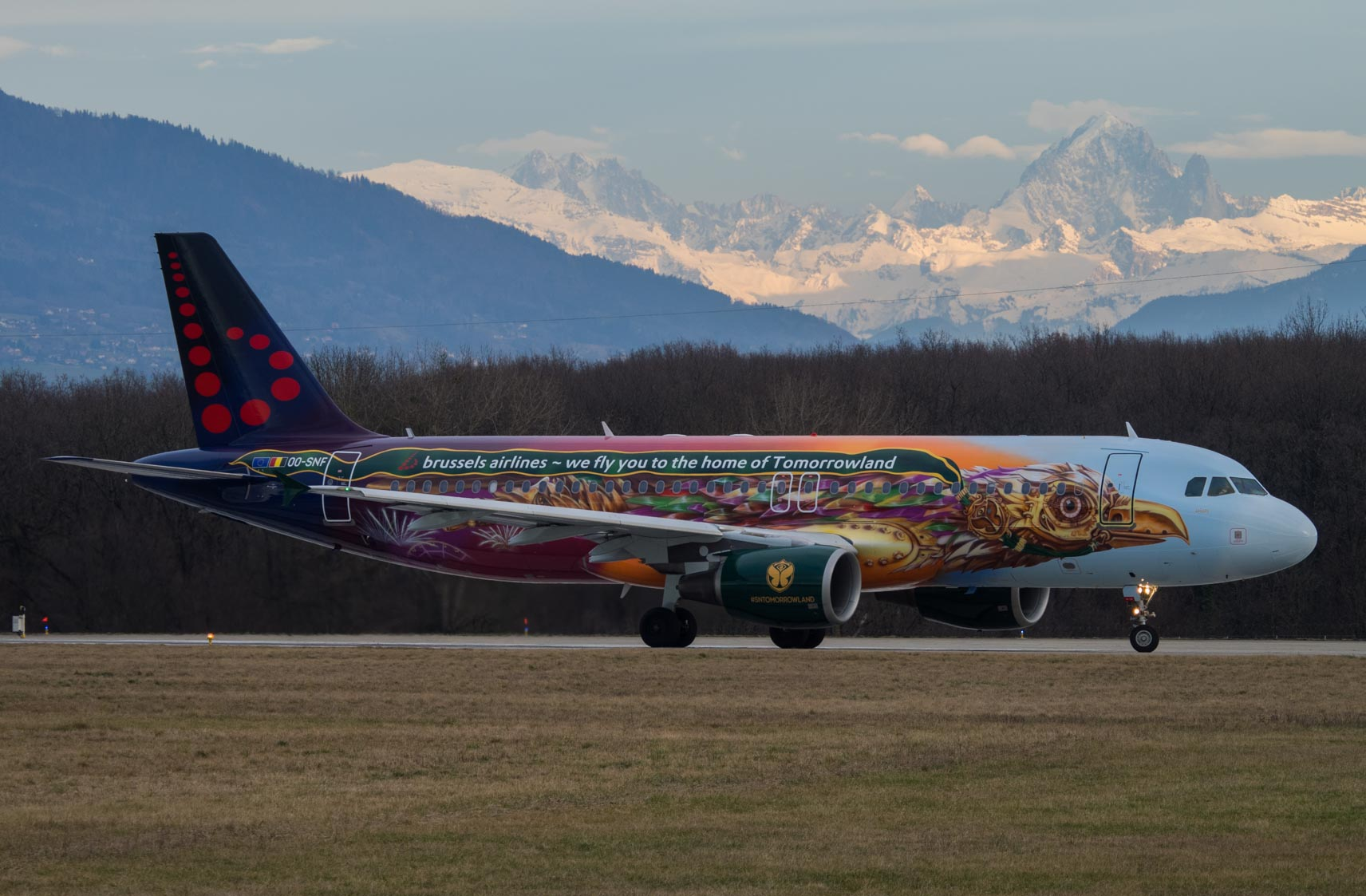
Een van de vliegtuigen van Brussels Airlines waarmee internationale festivalbezoekers naar Tomorrowland vliegen.

Vanaf juni 2023 zijn alle Belgische muziekfestivals verplicht om herbruikbare bekers te gebruiken in plaats van wegwerpbekers. Petflessen en blikjes mogen wel, zolang minstens 95 procent ervan gerecycleerd wordt. Dit leidde tot een sterke evolutie in de markt van zowel de bekerleveranciers als de wasfaciliteiten. De festivalterreinen zijn sinds de invoering van de bekers bovendien aanzienlijk schoner dan voorheen. Tomorrowland bood in 2024 als enige Belgische festival alsnog wegwerpbekers aan, en kreeg daarvoor een boete van 727.000 euro. Tomorrowland staat bekend voor haar negatieve impact op het klimaat, zo stootte het festival bij de editie in 2023 zo'n 149.000 ton CO₂ uit, vergelijkbaar met zo'n 9.300 Belgische gezinnen in één jaar. Vooral het transport van de bezoekers zou hiertoe bijgedragen hebben, waaronder 72% door luchtvaart.

## Erkenning
UNESCO erkende in 2009 de stad Gent, als vierde ter wereld na Bologna, Sevilla en Glasgow, als wereldmuziekstad. De Gentse muziekfestivals, waaronder het Festival van Vlaanderen, Gent Jazz en de Gentse Feesten, waren enkele argumenten die tot de erkenning hebben geleid. In 2021 werden de Gentse Feesten bovendien erkent als Vlaams immaterieel cultureel erfgoed.
Tomorrowland won tussen 2012 en 2020 zeven keer de International Dance Music Award voor beste festival ter wereld. Tussen 2015 en 2024 riep ook het toonaangevende Britse DJ Magazine Tomorrowland vijf keer uit tot beste festival ter wereld. Gault&Millau verkoos Tomorrowland in 2016 tot de Culinary Innovator of the Year in de categorie evenementen. Herman Schueremans won in 1996, 2007 en 2014 de prijs voor beste promotor op de ILMC Arthur Awards. In 2017 kreeg hij de ILMC Bottle Award, die hem erkende voor zijn uitmuntende bijdrage aan de livemuziekindustrie. Rock Werchter werd hier tussen 2004 en 2015 zes keer gekroond tot beste festival ter wereld. Stageco kreeg in 2007 de prijs voor beste festivaldiensten. Rock Werchter werd overigens in 2023 opgenomen in de Canon van Vlaanderen.
Op de European Festival Awards wisten de Belgische festivals regelmatig prijzen te winnen. In 2011 werd Extrema Outdoor (1996–heden) verkozen tot beste nieuw festival. I Love Techno won de prijs voor beste indoor festival, en Rock Werchter die voor de beste line-up. In 2012 mocht Tomorrowland de prijs voor beste groot festival naar huis nemen. Op de editie van 2014 heroverde I Love Techno de prijs voor beste indoor festival, en werd Live Nation Belgium verkozen tot promotor van het jaar. In 2015 won een Belgisch festival opnieuw de prijs voor beste indoor festival, ditmaal Les Transardentes (2008-2017). Rock Werchter werd verkozen tot het favoriete festival van artiesten. In 2016 wonnen de UC Leuven-Limburg en Eneco samen de Brand Activation Award voor hun smart energy grid op Pukkelpop. Bovendien mocht Rock Werchter de prijs voor beste groot festival in ontvangst nemen. In 2022 kreeg Rock Werchter de Green Operations Award, een prijs gericht op groene initiatieven. Gladiolen Festival (2000–heden) won in 2024 de prijs voor beste klein festival.

### Internationale koploper
België heeft het hoogste aantal muziekfestivals per inwoner per vierkante meter ter wereld. Hoewel sluitend onderzoek hierover ontbreekt, bevestigde een vergelijking uit 2014 met Duitsland, Frankrijk, Spanje en Nederland de stelling.

## Bredere sector

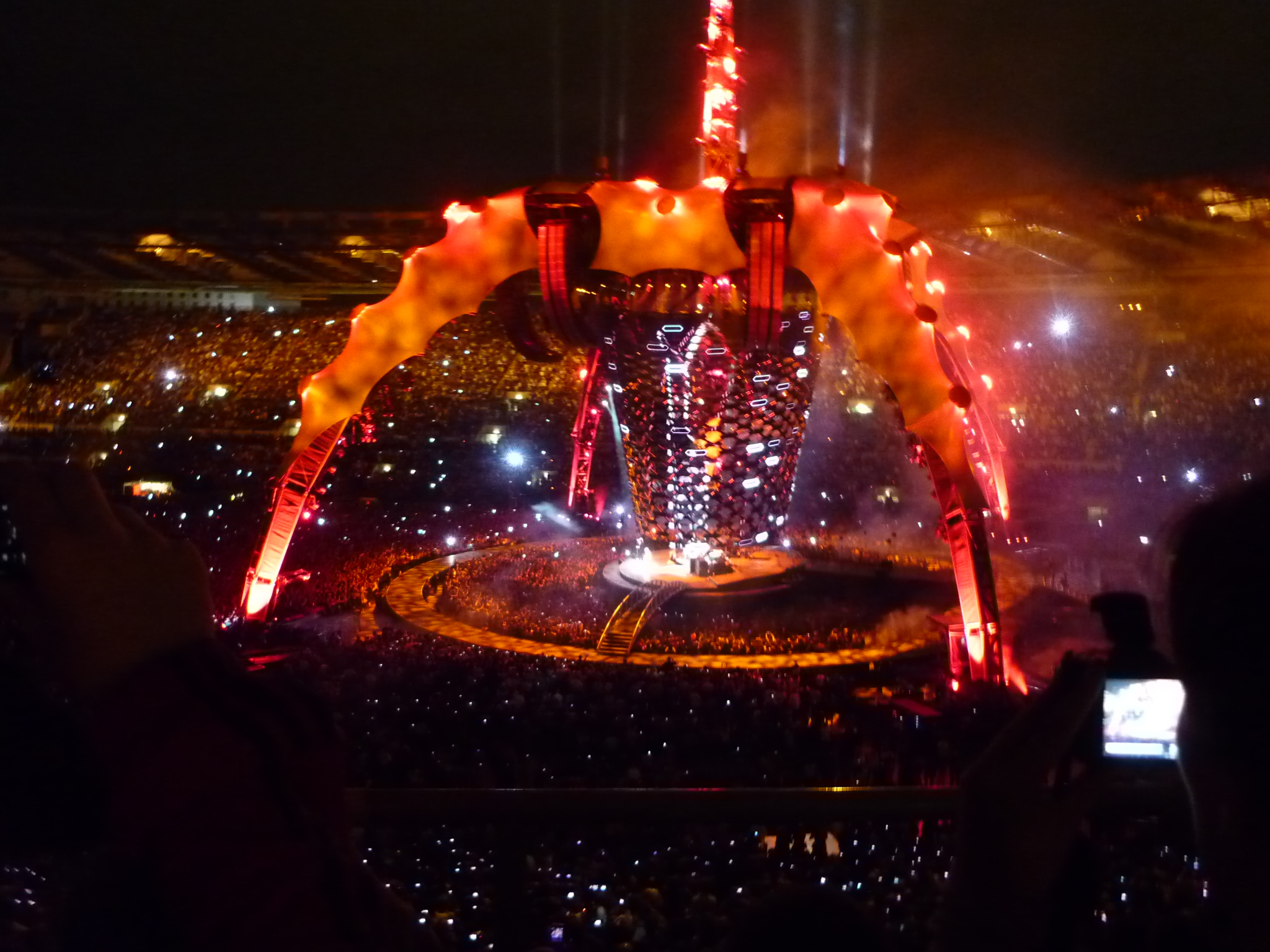
The Claw, het podium dat Stageco bouwde voor U2, in 2010 bij een optreden in het Olympisch Stadion in Rome.

Het bekendste Belgische bedrijf dat is voortgevloeid uit de festivalindustrie is podiumbouwer Stageco, dat sinds zijn oprichting de podia van onder andere Genesis, U2, Pink Floyd, Coldplay, Lady Gaga, Madonna, Robbie Williams en The Rolling Stones verzorgde. The Claw, het podium dat U2 onder andere gebruikte in het Koning Boudewijnstadion tijdens hun 360° Tour, behoort tot de bekendste. Andere evenementen waar Stageco actief was zijn de Olympische Spelen, Cirque du Soleil en Electric Daisy Carnival.
Er zijn er nog tal van andere Belgische bedrijven die een belangrijke rol vertolken in het internationale concert- en festivallandschap. Zo introduceerden het Oostendse XL Video en het Kortrijkse Barco de grote led-schermen op festivals, en werkten ze mee aan tournees van onder andere U2 en Genesis. Barco staat daarnaast ook bekend voor hun laserprojectoren, die onder andere door de Regal Cineworld Group, de tweede grootste bioscoopketen ter wereld, worden gebruikt. Bedrijven als Showtex (onder andere decorstukken voor Ellie Goulding en projectieschermen voor Simply Red), EVS (beeldverwerkingstechnologie) en Beatswitch (software) zijn internationaal actief. PRG, met de Belgische CEO Stephan Paridaen, heeft een belangrijke vestiging in Tildonk, vlak bij het terrein van Rock Werchter. Dat bedrijf werkte onder andere mee aan de Music of the Spheres Tour van Coldplay, waarvoor het ultradunne schermen ontwikkelde.